# Sławomir (morawski)
Sławomir (lub Spytimir) był w 871 przez krótki czas władcą państwa wielkomorawskiego.
W roku 870 król wschodnichfrankijski Ludwik Niemiecki wsparł bunt Świętopełka I (Księcia Nitry) przeciwko swojemu stryjowi i władcy państwa wielkomorawskiego Rościsławowi. Rościsław został schwytany, wydany wschodnim Frankom i oślepiony. Frankowie zadecydowali o przejęciu władzy na Wielkich Morawach, której pragnął również Świętopełk. Protesty przeciwko zajęciu państwa i ustanowieniu jako regentów wielkomorawskich dwóch frankijskich margrabiów Wilhelma II i Engelszalka I stały się przyczyną uwięzienia Świętopełka. Po tym jak Świętopełk został uwięziony rozeszła się pogłoska, że zmarł. Wówczas morawscy wielmoże rozpoczęli poszukiwania jego następcy. Wybrali jego krewnego arystokratę i kapłana Sławomira. Sławomir nie chciał początkowo przejąć władzy w Państwie Wielkomorawskim, jednakże po tym jak zagrożono mu śmiercią, ugiął się. 
W 871 roku na Wielkich Morawach wybuchło powstanie ludowe przeciwko narzuconej władzy frankijskiej. Sławomir stanął na jego czele. Zorganizował wyprawę wojenną przeciwko margrabiom Wilhelmowi i Engelszalkowi i przegnał ich z zajętych obszarów.
W tym czasie Frankowie zwolnili Świętopełka z więzienia. Został obdarowany darami królewskimi i sam ustalił, że jako dowód wierności poprowadzi wyprawę wojenną przeciwko powstaniu na Wielkich Morawach. Po przybyciu do Państwa Wielkomorawskiego Świętopełk przeszedł na stronę powstańców. Sławomir zrzekł się władzy na korzyść Świętopełka i powrócił do stanu kapłaństwa.
Świętopełk przejął całkowitą władzę wojskową w Państwie Wielkomorawskim, w decydującym starciu zwyciężył i wyzwolił cały kraj spod władzy wschodniofrankijskiej.